# Scleropogon bradleyi
Scleropogon bradleyi är en tvåvingeart som först beskrevs av Stanley Willard Bromley 1937.  Scleropogon bradleyi ingår i släktet Scleropogon och familjen rovflugor. Inga underarter finns listade i Catalogue of Life.